# Élections législatives niuéennes de 2026
Des élections législatives doivent se tenir à Niue vers le mois d'avril 2026 afin de renouveler pour trois ans l'ensemble des vingt membres du parlement national (Fono Ekepule) de cet État, l'un des plus petits et des moins peuplés au monde. La nouvelle assemblée devra ensuite élire le Premier ministre.

## Contexte
Pays composé d'une unique île polynésienne, Niue est un État de facto indépendant, en libre association avec la Nouvelle-Zélande, qui conserve de jure la souveraineté sur l'île. En pratique, il n'y a pas d'ingérence néo-zélandaise dans les affaires niuéennes. Niue est une démocratie parlementaire fondée sur le modèle de Westminster.
Il n'existe pas de partis politiques, depuis l'auto-dissolution du Parti du peuple niuéen en 2003. Tous les candidats se présentent donc sans étiquette, faisant de Niue une démocratie non partisane. Après les élections, les députés élisent un président de l'assemblée, qu'ils choisissent en dehors du parlement, et un premier ministre, qu'ils choisissent parmi les leurs. Le premier ministre choisit alors au maximum trois députés, qu'il nomme ministres. Les ministres, y compris le premier ministre, conservent leurs sièges de députés,.
Les élections législatives d'avril 2023 voient la reconduction du gouvernement de Dalton Tagelagi avec une majorité parlementaire accrue. Son gouvernement organise en août 2024 un référendum proposant que la durée du mandat parlementaire passe à quatre ans au lieu de trois. La proposition ayant été rejetée par 71,4 % des Niuéens, les élections se tiennent en 2026.

## Système électoral
Le Fono Ekepule est un parlement monocaméral composé de 20 députés élus pour trois ans selon un mode de scrutin mixte. Le pays compte quatorze circonscriptions électorales, élisant chacune un député. Chaque village niuéen correspond à une circonscription, à l'exception de la capitale, Alofi, qui est scindée en deux d'entre elles. Pour ces quatorze sièges, l'élection s'effectue au scrutin uninominal majoritaire à un tour, hérité du modèle britannique. Pour l'attribution des six autres sièges, les électeurs (soit tout résident permanent âgé d'au moins 18 ans) sélectionnent six noms parmi une liste de candidats. Ces sièges sont ainsi attribués via un mode de scrutin plurinominal majoritaire à un tour : les six candidats ayant reçu le plus de voix sont élus.

## Campagne électorale
à venir

## Résultats
à venir

### Hors-circonscriptions
à venir

### Par circonscription
à venir

## Formation d'un gouvernement
à venir